# Piper hamiltonii
Piper hamiltonii är en pepparväxtart som beskrevs av C. Dc.. Piper hamiltonii ingår i släktet Piper och familjen pepparväxter. Inga underarter finns listade i Catalogue of Life.